# Woldemar Bargiel

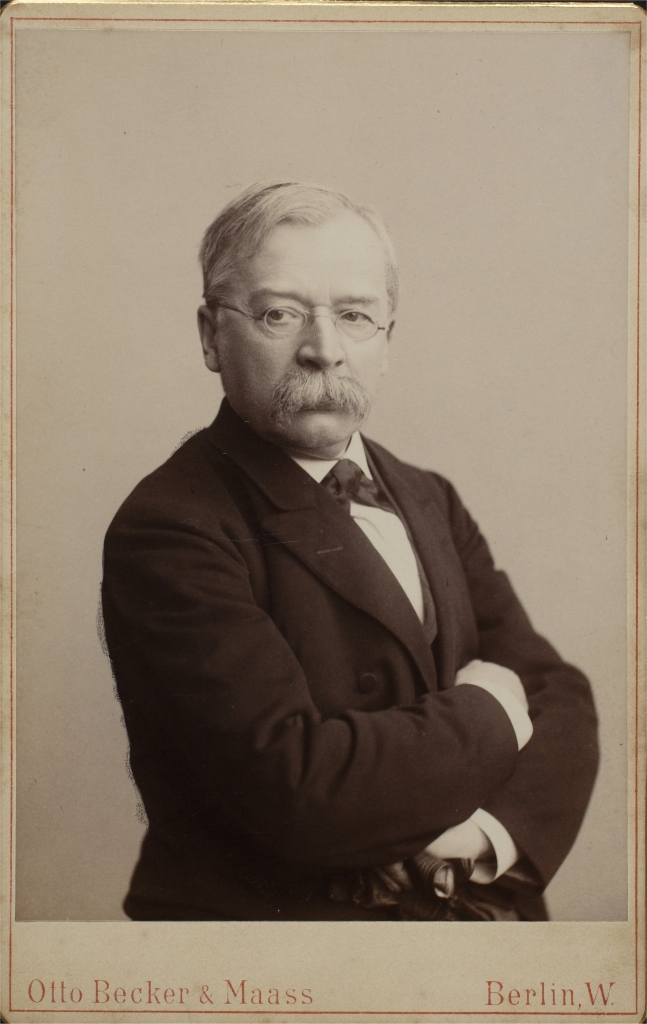
Woldemar Bargiel.

Woldemar Bargiel, född den 3 oktober 1828 i Berlin, död den 23 februari 1897, var en tysk tonsättare och kompositionslärare, halvbror till Clara Schumann.
Bargiel var elev vid Leipzigs konservatorium, och blev senare lärare vid Kölns konservatorium, och därefter dirigent för Maatschappij tot bevordering van toonkunsts konserter och direktör för musikskolan i Rotterdam. 
År 1874 blev Bargiel professor i komposition vid Kungliga musikhögskolan i Berlin. Bargiel har skrivit flera symfonier, uvertyrer, kammarmusik med mera.